# Francisco da Luz Rebelo Gonçalves
Francisco da Luz Rebelo Gonçalves (* 15. November 1907 in Santarém; † 23. April 1982 in Lissabon) war ein portugiesischer Altphilologe, Romanist, Lusitanist und Lexikograf.

## Leben
Gonçalves studierte Klassische Philologie in Lissabon (Abschluss 1930). Er lehrte von 1930 bis 1935 in Lissabon, von 1935 bis 1937 (als Lehrstuhlbegründer) an der Universität von São Paulo und von 1937 bis 1939 wieder in Lissabon. Danach war er von 1939 bis 1951 Professor an der Universität Coimbra sowie von 1951 bis 1970 an der Universität Lissabon. In Coimbra gründete er das Institut für Brasilianische Studien und das Institut für Klassische Studien. In Lissabon gründete er 1966 das Institut für Klassische Studien.
Gonçalves war Gründungsherausgeber der Zeitschriften Humanitas (1947) und Euphrosyne. Revista de filologia classica (1957), Ehrendoktor der Universität Coimbra (1940) sowie Träger des Orden vom Kreuz des Südens (1940).

## Schriften
- A fala do velho do Restelo. Aspectos clássicos dêste episódio camoniano, Lissabon 1933
- Filologia e literatura, São Paulo 1937
- Dissertações camonianas, São Paulo/Rio de Janeiro 1937
- Vocabulário ortográfico da língua portuguesa, Lissabon 1940
- Tratado de ortografia da língua portuguesa, Coimbra 1947 (Vorwort von Ribeiro Couto)
- Vocabulário da língua portuguesa, Coimbra 1966 (1121 Seiten)
- Obra completa, hrsg. von Maria Isabel Rebelo Gonçalves, 3 Bde., Lissabon 1995–2002